# Heinz Busse

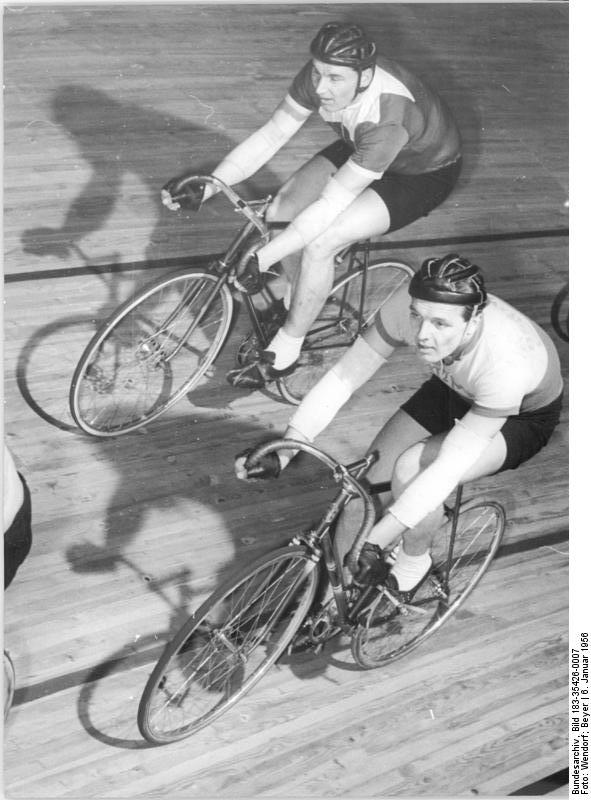
Oben Heinz Busse (1956)

Heinz Busse (* 11. Februar 1925 in Berlin; † 19. März 2004 ebenda) war ein deutscher Radrennfahrer und nationaler Meister im Radsport.

## Sportliche Laufbahn
Busse war im Bahnradsport und im Straßenradsport in der DDR aktiv. Er wurde 1951 nationaler Meister im Zweier-Mannschaftsfahren mit Günter Oldenburg als Partner. 1962 wurde Busse Vize-Meister mit Erich Zawadski.
Auf der Straße wurde er 1953 Zweiter im Rennen Rund in Berlin hinter Werner Malitz. 1954 kam er bei Berlin–Cottbus–Berlin auf den 3. Platz.
Busse startete für den Verein BSG HO Berlin. 1958 beendete er seine aktive Karriere.

## Berufliches
Ab 1959 war er als Radsporttrainer in der BSG Empor Berlin und ab 1966 Bezirkstrainer in Berlin.